# Corynoptera marinae
Corynoptera marinae är en tvåvingeart som beskrevs av Werner Mohrig och Nina Krivosheina 1986. Corynoptera marinae ingår i släktet Corynoptera och familjen sorgmyggor. Inga underarter finns listade i Catalogue of Life.